# Anoectomychus lautipars
Anoectomychus lautipars är en fjärilsart som beskrevs av Louis Beethoven Prout 1927. Anoectomychus lautipars ingår i släktet Anoectomychus och familjen mätare. Inga underarter finns listade i Catalogue of Life.